# Tim Robbins
Timothy Francis Robbins (West Covina, California, 16 de octubre de 1958) es un actor y director estadounidense ganador del premio Óscar. En los años 80, trabajó en series de televisión. En el cine comenzó a hacer pequeños papeles en películas como Click, click, dirigida por Jerry Schatzberg y protagonizada por Demi Moore. Más tarde fue haciendo papeles secundarios más importantes como una breve aparición en Top Gun (1986) dirigida por Tony Scott. Uno de sus grandes cimas llegó en 1994 cuando interpretó magistralmente al convicto Andy Dufresne en Cadena perpetua (The Shawshank Redemption), junto a Morgan Freeman.
Posteriormente ha hecho muchos papeles como protagonista o secundario de lujo. En 2003, ganó el premio Óscar al mejor actor de reparto por su actuación Mystic River, dirigida por Clint Eastwood. En 2005 protagoniza la película de Isabel Coixet La vida secreta de las palabras, ganadora del premio a la mejor película en la XX edición de los Premios Goya.

## Biografía

### 1958-1981: Primeros años
Tim Robbins nació en West Covina, California, y se crio en Nueva York. Es hijo de la actriz Mary Robbins y del cantante y músico Gil Robbins.
Robbins se fue con su familia a Greenwich Village mientras que su padre intentaba ir detrás del sueño de conseguir la fama con su grupo The Highwaymen. Robbins comenzó a actuar a los doce años en el Stuyvesant High School (Clase del 1976). Estuvo dos años en la SUNY Plattsburgh y volvería a California para estudiar en la UCLA, graduándose en arte dramático en 1981.

### 1981-1987: Inicios en el mundo interpretativo
Robbins comenzó su carrera como actor en el Theater for the New City, donde pasó sus primeros años en el Annual Summer Street Theater. También tuvo el papel principal en la adaptación musical de El principito. Tras graduarse, Robbins fundó el Actors' Gang, un grupo de teatro experimental en Los Ángeles con amigos, actores y compañeros de su equipo universitario softball, John Cusack entre ellos.
En 1982, apareció en el papel de un terrorista en tres episodios de la serie Hospital. También tuvo un papel pequeño en la película de 1984 Click, click (No Small Affair), dirigida por Jerry Schatzberg y protagonizada por Demi Moore. En 1985, fue el artista invitado en el segundo episodio de la serie de televisión Luz de luna (Moonlighting ) y entró en el reparto de la película Vacaciones locas, locas, locas (Fraternity Vacation) (1985). También fue partícipe de uno de los grandes fracasos de taquilla de 1986: Howard... un nuevo héroe (Howard the Duck). Por contra, poco después consiguió uno de sus papeles más reconocidos: el del piloto Sam "Merlin" Wells en el éxito de taquilla Top Gun (1986) junto a Tom Cruise y dirigida por Tony Scott. Este papel le dio un cierto reconocimiento y, sobre todo, le siguió dando papeles. Apareció en Vacaciones en el mar (The Love Boat), como una versión joven de uno de los personajes en una retrospección sobre la Segunda Guerra Mundial. 

### 1988-1991: Salto a la fama
Su primer papel decisivo llegó en 1988 al aceptar el papel del lanzador Ebby Calvin "Nuke" LaLoosh en la película de béisbol Los búfalos de Durham (Bull Durham) (1988), donde coincidió con Kevin Costner y, sobre todo, con Susan Sarandon, que se convertiría en su pareja durante más de dos décadas.
A partir de aquí, Robbins empieza a ser la primera opción para papeles protagonistas entre los directores de primera fila. Así, en 1989, encabeza el reparto de la película de Terry Jones Erik el vikingo (Erik the viking) y, un año después, acompaña a Robin Williams en la comedia Cadillac Man dirigida por Roger Donaldson y encarna el torturado excombatiente de Vietnam en la película de culto La escalera de Jacob (Jacob's Ladder) de Adrian Lyne. Esta película fue un fracaso en taquilla aunque se convirtió en una película de culto con el tiempo. Pero, sobre todo, demostraba las capacidades dramáticas de Robbins. 

### 1992-1995: Los años dorados
La década siguiente fuer los mejores años de Tim Robbins en el panorama cinematográfico mundial. En 1992, comenzaría su colaboración con el director Robert Altman con El juego de Hollywood (The Player) formando parte del habitual reparto coral que solía utilizar el director en esta época. Su papel fue descrito por Peter Travers en Rolling Stone como "una actuación clásica, que extrae todos los matices cómicos y letales del papel de su carrera". Por esta actuación, ganó el Premio al mejor actor en el Festival de Cine de Cannes. Sus apariciones en las películas de Altman se repetirían en Vidas cruzadas (Short Cuts) (1993) y Prêt-à-Porter (1994). 
En 1992, hizo su debut como director y guionista con Ciudadano Bob Roberts, un falso documental sobre un candidato a senador de izquierdas. Todd McCarthy en la revista Variety comentó que la película era "una estimulante sátira social y, para la gente pensante, un comentario deprimente sobre la devolución del sistema político estadounidense".
Pero fue en 1994, cuando llegó el que muchos consideran como el cénit de su carrera cuando interpretó al convicto Andy Dufresne en Cadena perpetua (The Shawshank Redemption), junto a Morgan Freeman. Película que fue automáticamente un éxito de público y crítica al punto de que algunos críticos la compararon con otros populares dramas carcelarios como Birdman of Alcatraz (1962), One Flew Over the Cuckoo's Nest (1975), La leyenda del indomable (1967) y Riot in Cell Block 11 (1954).
Sobre la actuación de Robbins, Gleiberman afirmó que «su lacónico papel de nuevo Gary Cooper no permite que Andy conecte con el público». Por el contrario, Maslin manifestó que aunque el rol de Andy es más tenue, Robbins lo interpreta con intensidad y representa eficazmente la transición del personaje de prisionero novato a figura paterna envejecida, a la par que Klady se refirió a su actuación como «fascinante, poco elegante, precisa, honesta y sin fisuras», y Howe manifestó que aunque el personaje es «cursimente mesiánico» por atraer fácilmente a todos los que le rodean, comparándolo con «Forrest Gump en la cárcel», Robbins exuda el tipo perfecto de inocencia para vender la historia. Según Duane Byrge de The Hollywood Reporter, tanto Freeman como Robbins brindaron interpretaciones sobresalientes y estratificadas que imbuían a sus personajes de individualidad, y Peter Travers de Rolling Stone dijo que la pareja logró crear «algo innegablemente poderoso y conmovedor».

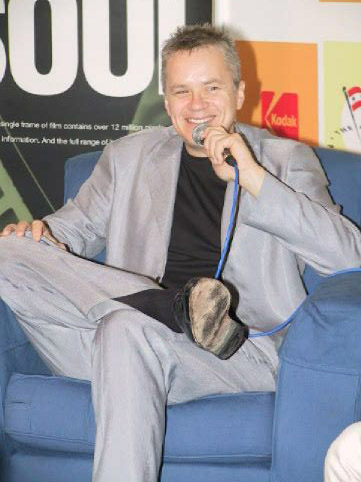
Tim Robbins en el Festival de Cine de Cannes de 2001

Robbins escribió produjo y dirigió diferentes películas de contenido social comprometido. La más reconocida e importante fue Pena de muerte (Dead Man Walking) (1995), sobre la pena capital en Estados Unidos y protagonizada por su mujer Susan Sarandon y Sean Penn. El film recibió numerosos premios y nominaciones a los Óscar, entre ellos la de mejor director. Según Roger Ebert: "Con esta película va mucho más allá de "Bob Roberts"y ha hecho algo raro: una película que es un ejercicio de filosofía. Este es el tipo de película que nos echa a perder para otras películas, porque revela claramente cómo la mayoría de las películas caen en la rutina convencional, y nos adormece con la seguridad de que no buscarán demasiado, ni indagarán demasiado profundamente, ni nos harán pensar más allá. Los límites de lo que es cómodo".

### 1996-2006: Carrera sólida... hasta el Óscar
Después de Pena de muerte, Robbins siguió repitiendo la fórmula de aparecer en películas y, de forma más espaciada, poniéndose detrás de la cámara. Así, Robbins protagonizaba las comedias Nada que perder (Nothing to Lose) (1997) y Alta fidelidad (High Fidelity) (2000) y los thrillers Arlington Road (1999), Conspiración en la red (Antitrust) (2001) e, incluso, la película de ciencia ficción Misión a Marte (2000) de Brian de Palma. Estas intervenciones se trufaron con experiencias como director como Abajo el telón (Cradle Will Rock) (1999), un musical situada en la Gran Depresión. Una película muy coral con las apariciones de Joan Cusack, John Cusack. Bill Murray, Jack Black, Vanessa Redgrave o Paul Giamatti. Robbins también actuó y dirigió algunas producciones teatrales de la Actors' Gang.
Posteriormente ha hecho muchos papeles como protagonista o secundario de lujo. En 2003, ganó el premio Óscar al mejor actor de reparto por su actuación Mystic River, dirigida por Clint Eastwood. A este le siguieron la película de Isabel Coixet de 2005 La vida secreta de las palabras, ganadora del premio a la mejor película en la XX edición de los Premios Goya, su aparición en la cinta de Steven Spielberg en La guerra de los mundos (War of the worlds) y un torturador en la época del apartheid en Atrapa el fuego (Catch a Fire) de 2006, dirigida por Phillip Noyce.
A principios de 2006, Robbins dirigió una adaptación teatral del clásico 1984 de George Orwell (guion escrito por Michael Gene Sullivan. La producción se inauguró en Actors' Gang, en su nueva ubicación en The Ivy Substation en Culver City, California. Además que en Estados Unidos, se presentó en Atenas, en el Festival Internacional de Melbourne en Australia y en el Festival de las Artes de Hong Kong. Robbins pronto estuvo considerando una adaptación cinematográfica. La obra se representó en Madrid y Barcelona a finales de septiembre de 2009.

### 2007-...: Alternando cine y televisión

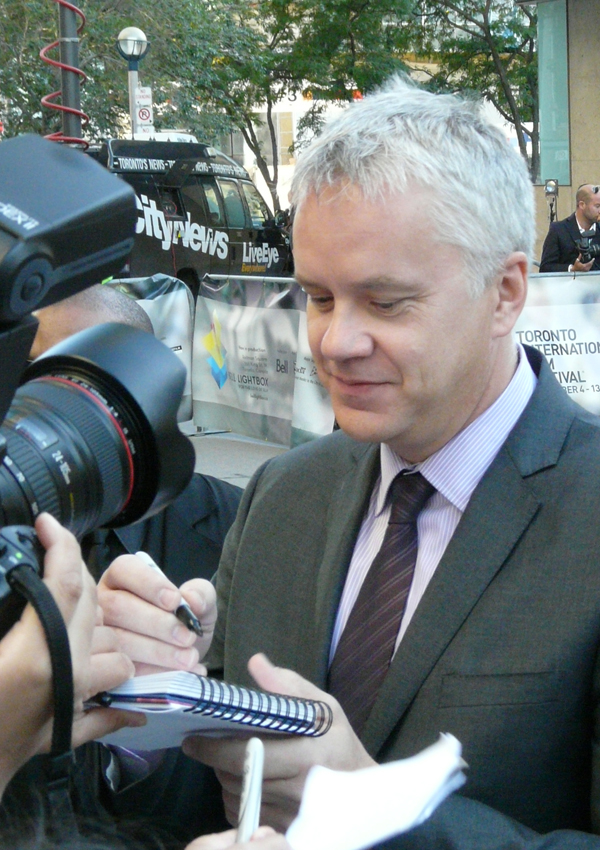
Robbins en el estreno de "The Lucky Ones" en el Festival Internacional de Cine de Toronto de 2008

En 2007, Robbins aparecería en la película Sobrepasando el límite (Noise) y, un año más tarde, protagonizaría dos largometrajes más: Tipos con suerte (The Lucky Ones), junto a Rachel McAdams así como también City of Ember. 
En estos dos años, Robbins se centró en la música y publicó el álbum Tim Robbins & The Rogues Gallery Band (2010), una colección de canciones escritas a lo largo de 25 años que finalmente llevó a una gira mundial. Originalmente le ofrecieron la oportunidad de grabar un álbum en 1992 después del éxito de su película Bob Roberts, pero la rechazó porque tenía "demasiado respeto por el proceso", habiendo visto a su padre trabajar tan duro como músico, y porque sentía que no tenía nada que decir en ese momento.
Después de tres años lejos de la gran pantalla, reapareció en 2011 cuando el actor encarna al senador Hammond, el padre del villano Hector Hammond, en la película de superhéroes Linterna Verde (Green Lantern) (2011).
Robbins dirigió dos episodios de la serie de HBO Treme, en el que trata la interrelación de un grupo de personas de Nueva Orleans después del paso del huracán Hurricane Katrina. Se hizo cargo de los episodios "Everything I Do Gonh Be Funky" de la temporada 2 (2011) y "Promised Land" de la temporada 3 (2012). Robbins se interesó en Nueva Orleans durante el rodaje de Linterna verde. "Tuve la experiencia única de ver Treme con los lugareños. "Resonó para mí de inmediato, y resonó para ellos también, porque han visto cómo su ciudad es malinterpretada y representada de manera ridícula", dijo a The Times-Picayune en 2011. "Algo en este programa fue diferente para a ellos. Lo aprecié. Me encantó la escritura y los actores. Me encantó el entorno en el que se desarrolla. Vi toda la primera temporada en Nueva Orleans, me puse en contacto con David Simon y le dije: 'Si necesitan un director el año que viene, estaría feliz de hacer un episodio."

## Vida personal

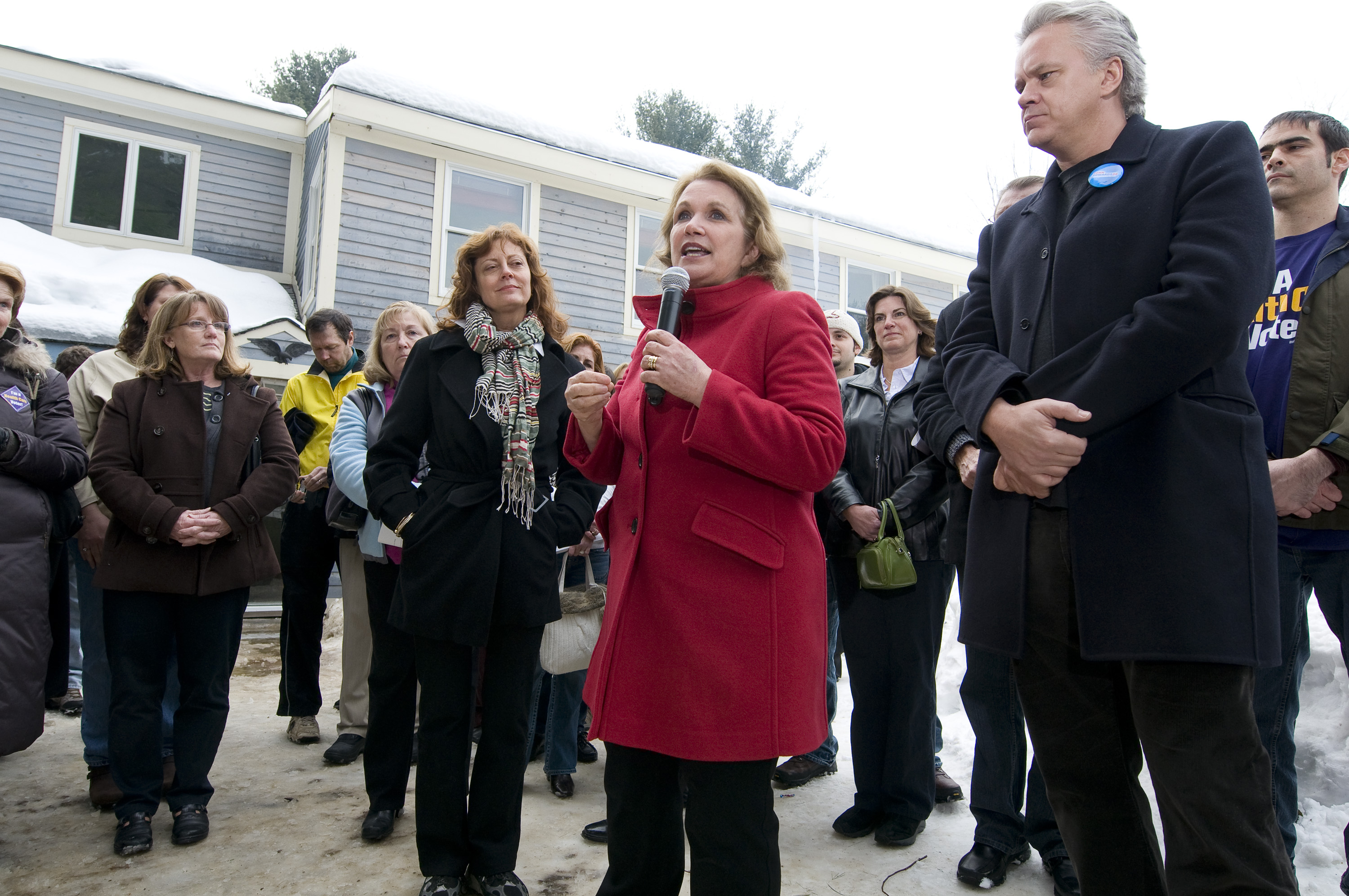
Robbins y Susan Sarandon en un acto reivindicativo en 2007.

En 1988, Robbins comenzó su relación con la actriz Susan Sarandon, que se conocieron en el rodaje de Bull Durham. Juntos tuvieron dos hijos: John "Jack" Henry (1989) y Miles Robbins (1992). Juntos colaboraron en diferentes campañas de políticas progresistas. Su relación acabó en diciembre de 2009.
Robbins se casó con Gratiela Brancusi el 1 de febrero de 2017. Acabaron su relación el 1 de julio de 2020. La noticia de su relación fue en la más estricta intimidad El divorcio se consumó en 2022.

## Posturas políticas
Robbins apoyó la campaña presidencial de Ralph Nader en las elecciones presidenciales de 2000 y apareció en el escenario en el personaje de Bob Roberts durante el mitin "Nader Rocks the Garden" en el Madison Square Garden. En diciembre de 2007, Robbins acompañó en la campaña del senador John Edwards en las presidencias de 2008. Hizo declaraciones críticas contra Hillary Clinton y el Consejo de Liderazgo Demócrata mientras presentaba a Bernie Sanders en un acto de campaña de 2016.

## Filmografía

### Como actor
Cine
| Año  | Título en español                        | Título original                       | Director                               | Papel                      |
| ---- | ---------------------------------------- | ------------------------------------- | -------------------------------------- | -------------------------- |
| 1983 | La princesa del estadio (TV)             | Quarterback Princess                  | Noel Black                             | Marvin                     |
| 1984 | Jóvenes comandos                         | Toy Soldiers                          | David Fisher                           | Boe                        |
| 1984 | Click, Click                             | Click, Click                          | Jerry Schatzberg                       | Nelson                     |
| 1985 | Juegos de amor en la universidad         | The Sure Thing                        | Rob Reiner                             | Gary Cooper                |
| 1985 | Vacaciones locas, locas, locas           | Fraternity Vacation                   | James Frawley                          | Larry 'Madre' Tucker       |
| 1986 | Top Gun                                  | Top Gun                               | Tony Scott                             | Merlin                     |
| 1986 | Cuentos asombrosos - Cámara... ¡Acción!  | Amazing Stories                       | Martin Scorsese                        | Fantasma de Jordan         |
| 1986 | Howard... un nuevo héroe                 | Howard the Duck                       | Willard Huyck                          | Phil Blumburtt             |
| 1987 | Cinco esquinas                           | Five Corners                          | Tony Bill                              | Harry                      |
| 1988 | No me grites que ya te veo               | Tapeheads                             | Bill Fishman                           | Josh Tager                 |
| 1988 | Los búfalos de Durham                    | Bull Durham                           | Ron Shelton                            | Ebby Calvin 'Nuke' LaLoosh |
| 1989 | Twister                                  | Twister                               | Michael Almereyda                      | Jeff                       |
| 1989 | Erik el vikingo                          | Erik the Viking                       | Terry Jones                            | Erik                       |
| 1989 | Miss America                             | Miss Firecracker                      | Thomas Schlamme                        | Delmount Williams          |
| 1990 | La escalera de Jacob                     | Jacob's Ladder                        | Adrian Lyne                            | Jacob                      |
| 1990 | Cadillac Man                             | Cadillac Man                          | Roger Donaldson                        | Larry                      |
| 1991 | Fiebre salvaje                           | Jungle Fever                          | Spike Lee                              | Jerry                      |
| 1992 | Ciudadano Bob Roberts                    | Bob Roberts                           | Tim Robbins                            | Bob Roberts                |
| 1992 | El juego de Hollywood                    | The Player                            | Robert Altman                          | Griffin Mill               |
| 1993 | Vidas cruzadas                           | Short Cuts                            | Robert Altman                          | Gene Shepard               |
| 1994 | El gran salto                            | The Hudsucker Proxy                   | Joel e Ethan Coen                      | Norville Barnes            |
| 1994 | Pret-a-porter                            | Pret-a-porter                         | Robert Altman                          | Joe Flynn                  |
| 1994 | El genio del amor                        | I.Q.                                  | Fred Schepisi                          | Ed Walters                 |
| 1994 | Cadena perpetua                          | The Shawshank Redemption              | Frank Darabont                         | Andy Dufresne              |
| 1997 | Nada que perder                          | Nothing to lose                       | Steve Oedekerk                         | Nick Beam                  |
| 1999 | Austin Powers: la espía que me achuchó   | Austin Powers: The Spy Who Shagged Me | Jay Roach                              | El Presidente              |
| 1999 | Arlington Road                           | Arlington Road                        | Mark Pellington                        | Oliver Lang                |
| 2000 | Alta Fidelidad                           | High Fidelity                         | Stephen Frears                         | Ian Raymond                |
| 2000 | Misión a Marte                           | Mission to Mars                       | Brian De Palma                         | Woody Blake                |
| 2001 | Human Nature                             | Human Nature                          | Michel Gondry                          | Dr. Nathan Bronfman        |
| 2001 | Conspiración en la red                   | Antitrust                             | Peter Howitt                           | Gary Winston               |
| 2002 | La verdad sobre Charlie                  | The Truth About Charlie               | Jonathan Demme                         | Carson J. Dyle             |
| 2003 | Código 46                                | Code 46                               | Michael Winterbottom                   | William Geld               |
| 2003 | Mystic River                             | Mystic River                          | Clint Eastwood                         | Dave Boyle                 |
| 2004 | Embedded (video)                         | Embedded (video)                      | Tim Robbins                            | Sarge & Cove               |
| 2004 | El reportero: La leyenda de Ron Burgundy | Anchorman: The Legend of Ron Burgundy | Adam McKay                             | Presentador de noticias    |
| 2005 | Zathura: Una aventura espacial           | Zathura                               | Jon Favreau                            | Padre                      |
| 2005 | La vida secreta de las palabras          | La vida secreta de las palabras       | Isabel Coixet                          | Josef                      |
| 2005 | La guerra de los mundos                  | War of the Worlds                     | Steven Spielberg                       | Harlan Ogilvy              |
| 2006 | Dando la nota                            | Tenacious D: The Pick of Destiny      | Liam Lynch                             | El extraño                 |
| 2006 | Atrapa el fuego                          | Catch a Fire                          | Phillip Noyce                          | Coronel Nic Vos            |
| 2007 | Sobrepasando el límite (Noise)           | Noise                                 | Henry Bean                             | David Owen                 |
| 2007 | Cuando ella me encontró                  | Then She Found Me                     | Helen Hunt                             | Él mismo                   |
| 2008 | City of Ember                            | City of Ember                         | Gil Kenan                              | Loris Harrow               |
| 2008 | Tipos con suerte                         | The Lucky Ones                        | Neil Burger                            | Cheaver                    |
| 2011 | Cinema Verite (TV)                       | Cinema Verite (TV)                    | Shari Springer Berman y Robert Pulcini | Bill Loud                  |
| 2011 | Linterna Verde                           | Green Lantern                         | Martin Campbell                        | Hammond                    |
| 2012 | Yi jiu si er                             | Yi jiu si er                          | Xiaogang Feng                          | Obispo Megan               |
| 2012 | Amor sin control                         | Thanks for Sharing                    | Stuart Blumberg                        | Mike                       |
| 2013 | Vidas criminales                         | Life of Crime                         | Daniel Schechter                       | Frank Dawson               |
| 2014 | Bienvenidos a mi mundo                   | Welcome to Me                         | Shira Piven                            | Dr. Daryl Moffet           |
| 2015 | Un día perfecto                          | A Perfect Day                         | Fernando León de Aranoa                | B                          |
| 2017 | Marjorie Prime                           | Marjorie Prime                        | Michael Almereyda                      | Jon                        |
| 2019 | VHYes                                    | VHYes                                 | Jack Henry Robbins                     | Sir Roger Handley III      |
| 2019 | Aguas oscuras                            | Dark Waters                           | Todd Haynes                            | Tom Terp                   |

Series
| Año  | Título en español             | Título original          | Papel                          | Episodios    |
| ---- | ----------------------------- | ------------------------ | ------------------------------ | ------------ |
| 1983 | Hospital                      | St. Elsewhere            | Andrew Reinhardt               | 3 episodios  |
| 1984 | Legmen                        | Legmen                   | Brewster Kingston              | 1 episodio   |
| 1984 | Dos contra el crimen          | Hardcastle and McCormick | Johnny Johnson                 | 1 episodio   |
| 1984 | Santa Barbara                 | Santa Barbara            | Hombre                         | 1 episodio   |
| 1984 | Vacaciones en el mar          | Love Boat                | joven Erik                     | 2 episodios  |
| 1984 | Canción triste de Hill Street | Hill Street Blues        | Patrullero Lawrence Swan       | 1 episodio   |
| 1985 | Luz de luna                   | Moonlighting             | Fremmer                        | 1 episodio   |
| 2004 | Freedom: A History of US      | Freedom: A History of US | Diferentes papeles             | 3 episodios  |
| 2005 | Jack & Bobby                  | Jack & Bobby             | Pres. Robert McCallister (voz) | 1 episodio   |
| 2012 | Portlandia                    | Portlandia               | Excelencia                     | 2 episodios  |
| 2014 | The Spoils of Babylon         | The Spoils of Babylon    | Jonas Morehouse                | 4 episodios  |
| 2015 | The Brink                     | The Brink                | Walter Larson                  | 10 episodios |
| 2018 | Here and Now                  | Here and Now             | Greg Boatwright                | 10 episodios |
| 2019 | Castle Rock                   | Castle Rock              | Reginald 'Pop' Merrill         | 10 episodios |
| 2023 | Silo                          | Silo                     | Bernard Holland                | 10 episodios |

### Como director
Cine
| Año  | Título en español     | Título original  |
| ---- | --------------------- | ---------------- |
| 1992 | Ciudadano Bob Roberts | Bob Roberts      |
| 1995 | Pena de muerte        | Dead Man Walking |
| 1999 | Abajo el telón        | Cradle Will Rock |

## Premios y distinciones
Premios Óscar
| Año  | Categoría              | Película         | Resultado |
| ---- | ---------------------- | ---------------- | --------- |
| 1996 | Mejor director         | Dead Man Walking | Nominado  |
| 2004 | Mejor actor de reparto | Mystic River     | Ganador   |

Globos de Oro
| Año  | Categoría                                              | Película              | Resultado |
| ---- | ------------------------------------------------------ | --------------------- | --------- |
| 2011 | Mejor actor de reparto de serie, miniserie o telefilme | Cinema Verite         | Nominado  |
| 2004 | Mejor actor de reparto                                 | Mystic River          | Ganador   |
| 1995 | Mejor guion                                            | Pena de muerte        | Nominado  |
| 1994 | Mejor reparto                                          | Vidas cruzadas        | Ganador   |
| 1992 | Mejor actor - Comedia o musical                        | The Player            | Ganador   |
| 1992 | Mejor actor - Comedia o musical                        | Ciudadano Bob Roberts | Nominado  |

Premios BAFTA
| Año  | Categoría              | Película     | Resultado |
| ---- | ---------------------- | ------------ | --------- |
| 2003 | Mejor actor de reparto | Mystic River | Nominado  |
| 1992 | Mejor actor            | The Player   | Nominado  |

Premios del Sindicato de Actores
| Año  | Categoría              | Película     | Resultado |
| ---- | ---------------------- | ------------ | --------- |
| 2004 | Mejor reparto          | Mystic River | Nominado  |
| 2004 | Mejor actor de reparto | Mystic River | Ganador   |

Premios Goya
| Año  | Categoría              | Película        | Resultado |
| ---- | ---------------------- | --------------- | --------- |
| 2015 | Mejor actor de reparto | Un día perfecto | Nominado  |

Festival Internacional de Cine de Cannes
| Año  | Categoría   | Película   | Resultado |
| ---- | ----------- | ---------- | --------- |
| 1992 | Mejor Actor | The Player | Ganador   |